# Orit Farkash-Hacohen
Orit Farkash-Hacohen (în ebraică:אוֹרִית פַרְקָשׁ־הַכֹּהֵן,născută la 29 decembrie 1970) este o avocată și politiciană israeliană, care a îndeplinit între 2021-decembrie 2022 funcția de ministru al inovației și al științei al Israelului. În trecut a îndeplinit funcția de ministru al afacerilor strategice și de ministru al turismului și pe cea de președintă a Oficiului Electricității. Farkash-Hacohen a fost deputată în Knesset din partea partidului de centru Albastru Alb (condus de Beni Gantz). 

## Biografie
Orit Farkash s-a născut în orașul israelian Petah Tikva într-o familie evreiască sionistă religioasă. Ea este fiica inginerului Michael Yehiel Farkas, originar din Transilvania, România, și a profesoarei Shoshana născută Messenberg, dintr-o familie imigrată în Israel din Polonia. Ea a și-a petrecut copilăria în orașul portuar Ashdod și a învățat la liceul religios (ulpana) de fete „Amana” Bney Akiva  din Kfar Saba.  A efectuat serviciul național (în locul celui militar) la Centrul Medical Shaarey Tzedek din Ierusalim. Apoi a urmat studii de licență în drept la Universitatea Ebraică din Ierusalim. După un stagiu la un tribunal districtual  și la Tribunalul Suprem sub îndrumarea judecătoarei Dalia Dorner, Farkash a lucrat ca avocată la Biroul avocațial E.S.Shimron, I.Molho, Persky et Co. După cinci ani s-a încadrat în Oficiul de stat antitrust , unde a devenit directoarea echipei de litigație. 
În 2003 Farkash-Hacohen a devenit consilieră juridică a Oficiului Electricității.Între 2006-2007 ea a făcut studii de masterat în adniminstrație publică la Universitatea Harvard. În septembrie 2011 a fost numită temporar în funcția de președintă a Oficiului Electricității, iar din martie 2011 - în mod permanent. În 2015 după ce a criticat monopolul de stat al gazelor naturale ea a fost concediată.  Mișcarea pentru calitatea guvernării a înaintat o petiție împotriva acestei măsuri la Tribunalul Suprem. Din 2017 Farkash-Hacohen  a lucrat la Biroul avocațial Goldfarb Seligman et Co. ca șefă a secției pentru energie, regulație și infrastructură.      
În 2019 Farkash-Hacohen a aderat la Partidul pentru Reziliența Israelului (Hosen Israel) a generalului în rezervă Beni Gantz. După ce în vederea alegerilor parlamentare din aprilie 2019 acest partid s-a unit cu alte formațiuni politice în alianța Albastru Alb (Kahol Lavan) ea a fost postată pe locul al 15-lea de pe lista acesteia. Alianța Albastru Alb a câștigat 35 mandate în Knesset și Farkash-Hacohen a fost aleasă deputată în Knesset. A fost realeasă la alegerile repetate din septembrie 2019  și din martie 2020.    
În mai 2020 ea a fost numită ministru al afacerilor strategice în al 35-lea guvern al Israelului. Potrivit cu "legea norvegiană"  adoptată in Israel, devenind ministru, ea a eliberat locul din parlament. În octombrie 2020 a trecut la ca titulară la Ministerul turismului în locul lui Assaf Zamir  care a demisionat. La alegerile din martie 2021 care au dus la căderea guvernului Netanyahu Farkash-Hacohen a intrat în noul guvern de coaliție stânga-dreapta condus de Naftali Bennett și Yair Lapid, ca ministru al inovației și științei. În urma acestei numiri ea a demisionat din nou din Knesset, făcând loc altui deputat.    

### Viața privată
Orit Farkas -Hacohen este al doilea copil dintre cei patru ai părinților ei. este căsătorită cu avocatul Oded Hacohen din Ierusalim și patru copii.
Sora ei cea mică, Inbar Weiss, este inginera șefă a municipiului Beit Shemesh